# Scopula nigropulverata
Scopula nigropulverata là một loài bướm đêm trong họ Geometridae.